# 3108 Lyubov
3108 Lyubov eller 1972 QM är en asteroid i huvudbältet som upptäcktes den 18 augusti 1972 av den sovjetisk-ryska astronomen Ljudmila Zjuravljova vid Krims astrofysiska observatorium på Krim. Den har fått sitt namn efter den ryska sångerskan, dansösen och skådespelerskan Ljubov Orlova.
Asteroiden har en diameter på ungefär fyra kilometer.